# Gretchen Daily
Gretchen C. Daily (Washington D. C., 19 d'octubre de 1964) és una biòloga,  biogeògrafa estatunidenca i professora en ciències ambientals al Departament de Biologia de la Universitat Stanford, directora del Centre de Biologia de Conservació a Stanford, i membre sènior al Stanford Institut de Silvicultura per a l'Entorn. Els seus interessos d'investigacions principals inclouen biogeografia, biologia de la conservació i ecologia.
Daily és cofundadora del Projecte Capital Natural, membre de l'Acadèmia Nacional de Ciències dels Estats Units, l'Acadèmia Americana de les Arts i les Ciències, i la Societat Filosòfica Americana. Daily és membre del Consell del l'Institut Beijer d'Economia Ecològica i The Nature Conservancy.

## Educació i carrera
Al 1986, va obtenir el seu batxillerat en ciències biològiques per la Universitat Stanford. En aquesta mateixa institució va guanyar el seu màster en biologia el 1987; i, el seu doctorat en la mateixa disciplina, per la mateixa casa d'alts estudis el 1992.
El 1992 li va ser atorgada una beca postdoctoral Winslow/Heinz en el Grup de Recursos i Energia, de la Universitat de Califòrnia a Berkeley.
Va ser contractada, l'any 1995, com a científica d'Investigacions Interdisciplinàries al Departament de Ciències Biològiques de la Universitat Stanford. Durant aquest contracte, va ser també, editora per a "Nature's Services: Societal Dependence on Natural Ecosystems", el qual proporciona exemples dels beneficis que els ecosistemes poden proporcionar a la societat i idees per com quantificar el valor d'aquests serveis. Després d'alguns anys com científica, el 2002, va ser nomenada professora associada al Departament de Ciències Biològiques; i com membre sènior a l'Institut d'Estudis Internacionals (tots dos a la Universitat Stanford). I també el 2002, va escriure en coautoria amb Katherine Ellison, el llibre The New Economy of Nature: The Quest to Make Conservation Profitable ("La Nova Economia de la Natura: la recerca per fer rendible la conservació").
Al 2005, com a líder de projecte de Stanford, juntament amb participants en The Nature Conservancy, la Universitat de Minnesota, i el Fons Mundial per a la Natura, va establir el Projecte Capital Natural. La meta declarada de l'organització és «millorar l'estat de la biodiversitat i el benestar humà motivant inversions més grans i més cost-efectives en tots dos.» Al 2006, Daily es va convertir en membre del consell d'administració de Nature Conservancy. Es va desempenyorar com a professora invitada inaugural Humanitas en Estudis de Sustentabilitat, en la Universitat de Cambridge el 2013.

## Premis i honors
Ha rebut honors i premis en la seva carrera acadèmica, incloent el Premi Científic del segle XXI (2000), Premi Sophie (2008), Premi Cosmos Internacional (2009), Premi Heinz (2010), Midori (2010) Volvo Premi Ambiental (2012).

## Àrea d'investigacions
En el seu perfil acadèmic, en el Centre de Biologia de Conservació, declara que «les seves recerques científiques són en biogeografia de camp i en dinàmica futura de canvis de biodiversitat.» A una entrevista, va remarcar que «la biogeografia de camp és un marc conceptual nou per dilucidar els destins de poblacions, espècies, i ecosistemes al camp — la fracció cada vegada més gran de la superfície terrestre sense construir de la Terra les qualitats de la qual de l'ecosistema estan fortament influïdes per la humanitat.»

## Publicacions destacades
Ha estat autora, coautora i/o va editar cinc llibres. I, publicat més de 200 articles científics i populars; articles en moltes revistes, com Proceedings of the National Academy of Sciences, Nature & Science.
- Snyder, J. A.; DeFries. R.; Asner, G.; Barford, C.; Daily, G. «Global Consequences of Land Use». Science, 309, 22-07-2005, pàg. 570–574. Bibcode: 2005Sci...309..570F. DOI: 10.1126/science.1111772. PMID: 16040698.[12]

- Daily, G. C.; Söderqvist T; Aniyar S; Arrow K; Dasgupta P «ECOLOGY: The Value of Nature and the Nature of Value». Science, 289, 21-07-2000, pàg. 395–396. DOI: 10.1126/science.289.5478.395. PMID: 10939949.[13]

- Michener, T. H.; Gretchen C. Daily; Paul R. Ehrlich; Charles D. Michener «Economic value of tropical forest to coffee production». Proceedings of the National Academy of Sciences, 101, 16-08-2004, pàg. 12579–12582. Bibcode: 2004PNAS..10112579R. DOI: 10.1073/pnas.0405147101.[14]

- Daily, Gretchen C; Polasky, Stephen; Goldstein, Joshua; Kareiva, Peter M; Mooney, Harold A «Ecosystem services in decision making: time to deliver». Frontiers in Ecology and the Environment, 7, 01-02-2009, pàg. 21–28. DOI: 10.1890/080025.[15]

- Daily; Paul R. Ehrlich «Population, Sustainability, and Earth's Carrying Capacity». BioScience, 42, 11-1992, pàg. 761–771. DOI: 10.2307/1311995.[16]